# Савиньи-сюр-Эн
Савиньи́-сюр-Эн (фр. Savigny-sur-Aisne) — коммуна во Франции, находится в регионе Шампань — Арденны. Департамент коммуны — Арденны. Входит в состав кантона Монтуа. Округ коммуны — Вузье.
Код INSEE коммуны — 08406.
Коммуна расположена приблизительно в 185 км к востоку от Парижа, в 55 км северо-восточнее Шалон-ан-Шампани, в 50 км к югу от Шарлевиль-Мезьера.

## Население
Население коммуны на 2008 год составляло 368 человек.
| 1962 | 1968 | 1975 | 1982 | 1990 | 1999 | 2008 |
| ---- | ---- | ---- | ---- | ---- | ---- | ---- |
| 364  | 374  | 366  | 339  | 376  | 361  | 368  |

## Администрация
| Период | Период | Фамилия       | Партия | Должность |
| ------ | ------ | ------------- | ------ | --------- |
| 2001   | 2008   | Жан-Луи Пейар |        |           |
| 2001   | 2009   | Патрис Мове   |        |           |
| 2009   |        | Анье Мерсье   |        |           |

## Экономика
В 2007 году среди 234 человек в трудоспособном возрасте (15—64 лет) 166 были экономически активными, 68 — неактивными (показатель активности — 70,9 %, в 1999 году было 69,6 %). Из 166 активных работали 151 человек (84 мужчины и 67 женщин), безработных было 15 (9 мужчин и 6 женщин). Среди 68 неактивных 20 человек были учениками или студентами, 22 — пенсионерами, 26 были неактивными по другим причинам.

## Достопримечательности
- Церковь Нотр-Дам[фр.] (XV век). Исторический памятник с 1913 года[3]
- Бывшее кладбище около церкви. Исторический памятник с 1935 года[4]

## Фотогалерея

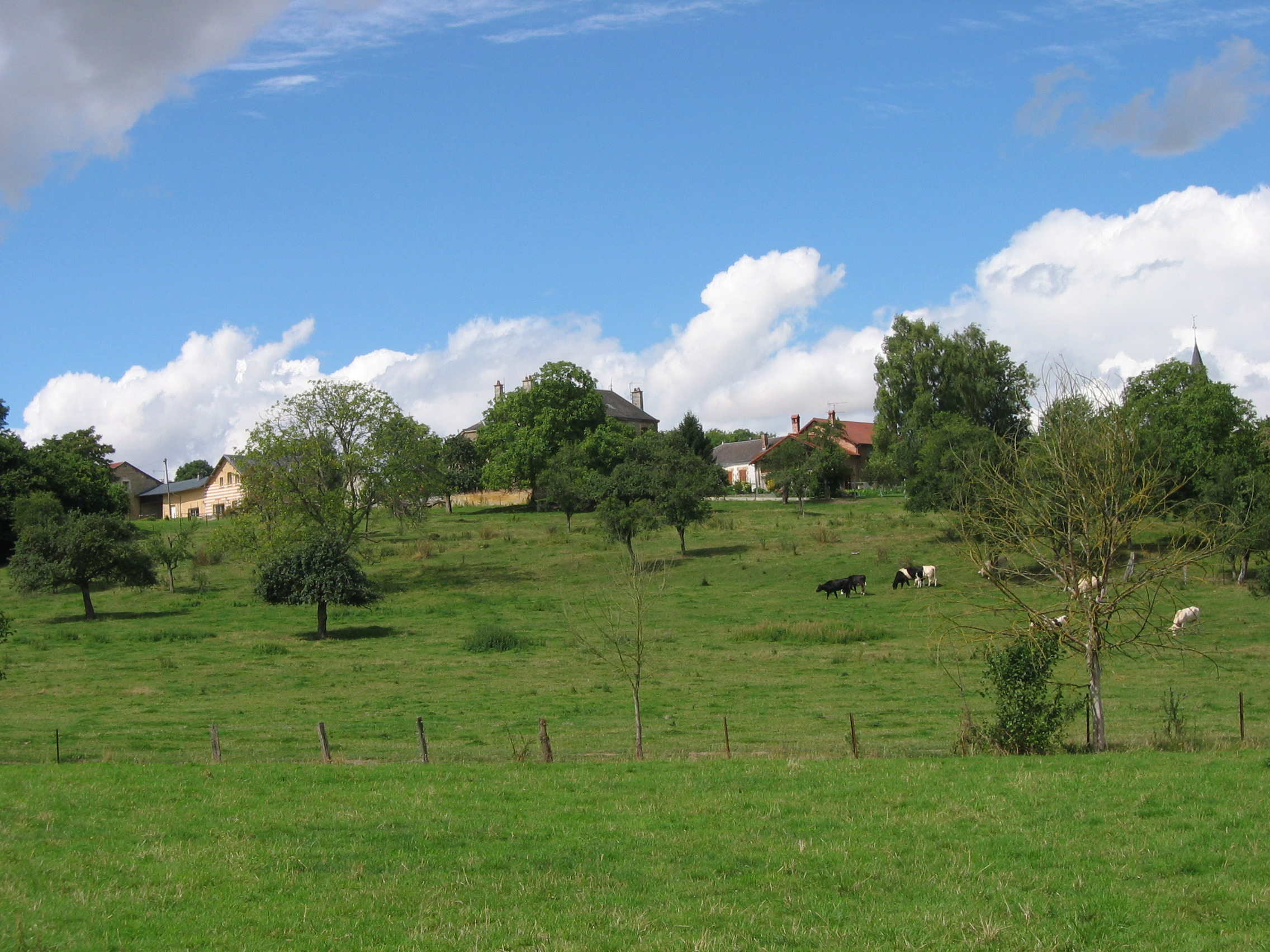
Савиньи-сюр-Эн (вид с реки)
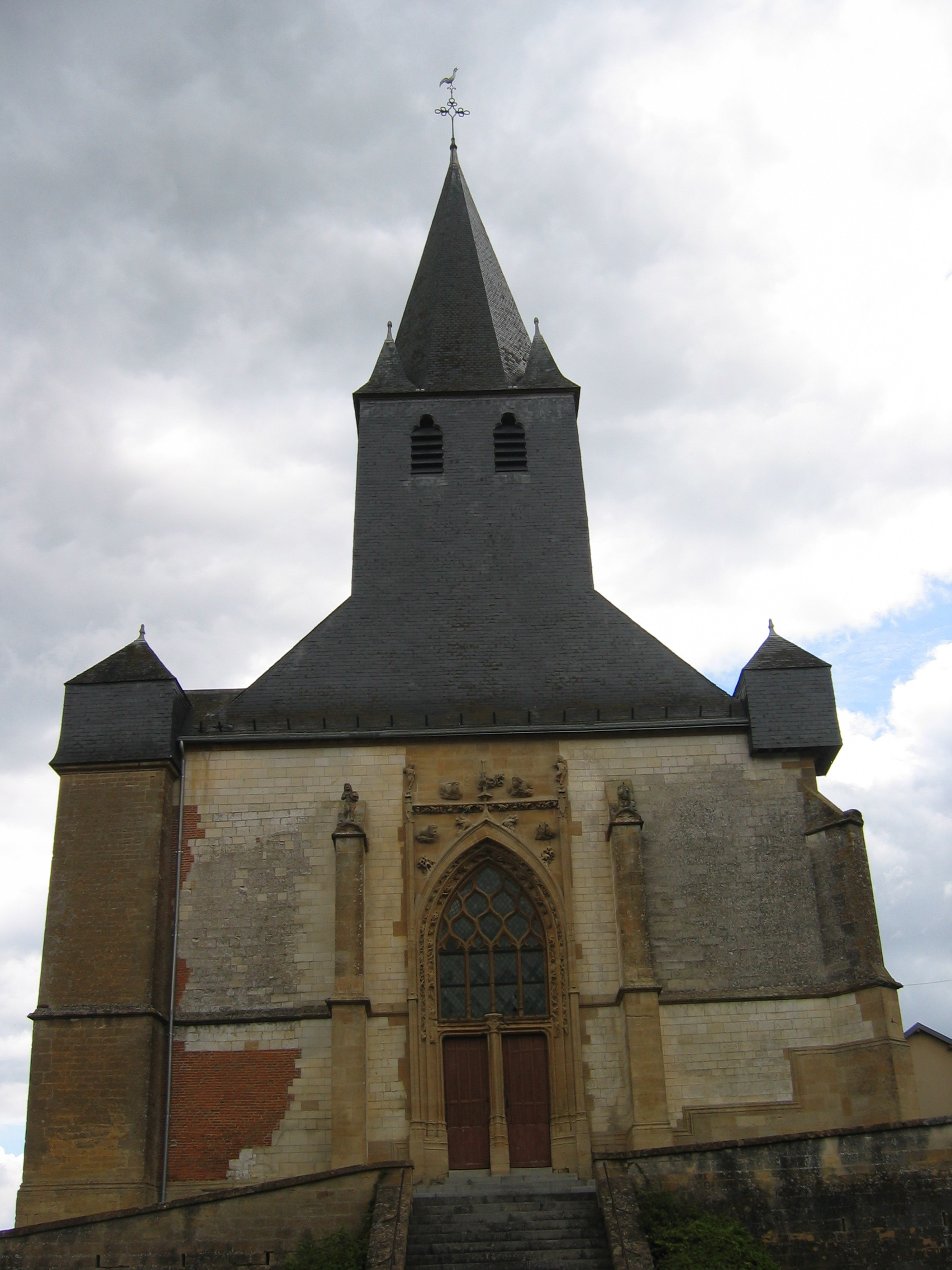
Церковь Нотр-Дам
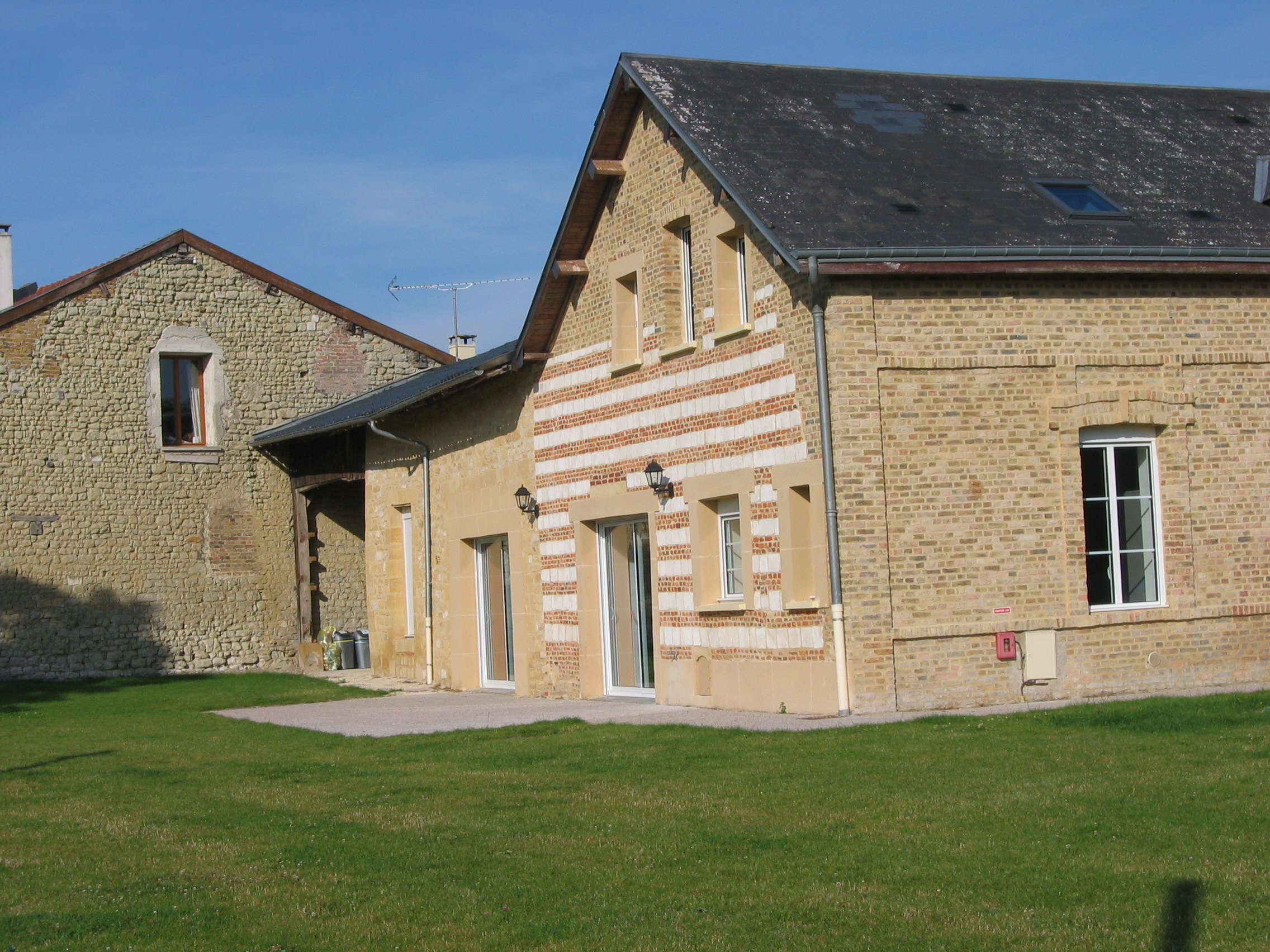
Дом священника
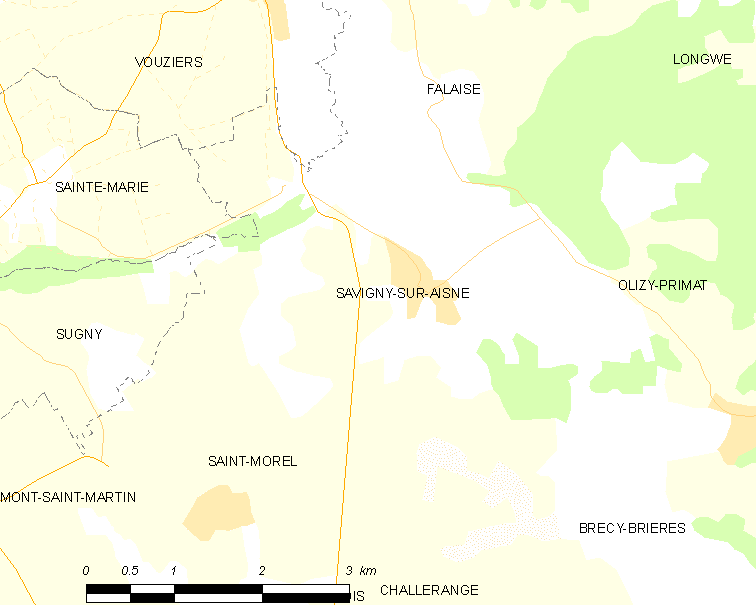
Карта коммуны